# Tårta och raketer
Tårta och raketer är ett studioalbum av Thomas Wiehe, utgivet 1977 på Silence Records (skivnummer SRS 4644).
Skivan spelades in av Anders Lind under några dagar i juni 1977 i Bellatrix Studio i Malmö. Flera kända musiker medverkade, däribland Jan-Eric Fjellström (gitarr), Ale Möller (trumpet) och Frans Sjöström (bassaxofon).

## Låtlista
Alla låtar är skrivna av Thomas Wiehe..
Sida A
1. "Fullmånesång" – 1:21
2. "Solsång" – 4:13
3. "Noll" – 4:40
4. "Stillhet" – 4:51
5. "Det levande vattnet" – 4:30
6. "Längtan" – 3:37

Sida B
1. "Till sjöss" – 5:08
2. "Du och jag" – 6:05
3. "Andas" – 1:40
4. "Pussel" – 7:09
5. "Jai Guru Dev" – 1:33

## Medverkande
- Göran Asketorp – fiol
- Håkan Broström – piano
- Christine Cardsjö – typografi
- Jan-Eric Fjellström – gitarr
- Eva Gustavsson – viola
- Lars Hejll – foto
- Raimo Juntunen – munspel, Stradivariussåg
- Mona Laurell – cor anglais
- Anders Lind
- Anita Livstrand – tambura
- Javier Martinez – congas, bongos
- Ale Möller – trumpet
- Kersti Olin – bakgrundssång (A2, A3, B4)
- Karin Palm-Lindén
- Ted Persson – bas
- Frans Sjöström – bassaxofon
- Thomas Wiehe – gitarr, sång
- Carina Åslin – fiol